# 517
Раннє Середньовіччя. У Східній Римській імперії триває правління Анастасія I. Наймогутнішими державами в Європі є Остготське королівство на Апеннінському півострові, де править Теодоріх Великий, та Франкське королівство, розділене на 4 частини між синами Хлодвіга. У Західній Галлії встановилося Бургундське королівство.
Іберію та частину Галлії займає Вестготське королівство, Північну Африку — Африканське королівство вандалів та аланів, у Тисо-Дунайській низовині лежить Королівство гепідів.
У Китаї період Північних та Південних династій. На півдні править династія Лян, на півночі — Північна Вей. В Індії правління імперії Гуптів. У Японії триває період Ямато. У Персії править династія Сассанідів.
На території лісостепової України в VI столітті виділяють пеньківську й празьку археологічні культури. VI століття стало початком швидкого розселення слов'ян. У Північному Причорномор'ї співіснують різні кочові племена, зокрема гуни, сармати, булгари, алани.

## Події
- Король бургундів Сигізмунд задушив свого сина, який став йому перечити. Докори сумління змусили його піти в монастир.
- Делегація від Папи Римського Гормізда до візантійського імператора знову не досягла успіху в питанні про розв'язання акакіанської кризи.
- Булгари здійснили рейд У Македонію, Фессалію та Епір.